# العلاقات النرويجية الليبية
العلاقات النرويجية الليبية هي العلاقات الثنائية التي تجمع بين النرويج وليبيا.

## مقارنة بين البلدين
هذه مقارنة عامة ومرجعية للدولتين:
| وجه المقارنة                                              | النرويج                                                   | ليبيا                                       |
| --------------------------------------------------------- | --------------------------------------------------------- | ------------------------------------------- |
| المساحة (كم2)                                             | 385.21 ألف                                                | 1.76 مليون                                  |
| عدد السكان (نسمة)                                         | 5.33 مليون                                                | 6.37 مليون                                  |
| الكثافة السكانية (ن./كم²)                                 | 13.84                                                     | 3.62                                        |
| العاصمة                                                   | أوسلو                                                     | طرابلس                                      |
| اللغة الرسمية                                             | بوكمول، لغات السامي، نينوشك، اللغة النرويجية              | اللغة العربية، اللغة العربية الفصحى الحديثة |
| العملة                                                    | كرونة نروجية                                              | دينار ليبي                                  |
| الناتج المحلي الإجمالي (بليون دولار)                      | 398.83 مليار                                              | 50.98 مليار                                 |
| الناتج المحلي الإجمالي (تعادل القوة الشرائية) بليون دولار | 322.23 مليار                                              | 69.32 مليار                                 |
| الناتج المحلي الإجمالي الاسمي للفرد دولار أمريكي          | 74.40 ألف                                                 |                                             |
| الناتج المحلي الإجمالي للفرد دولار أمريكي                 | 65.61 ألف                                                 | 15.60 ألف                                   |
| مؤشر التنمية البشرية                                      | 0.944                                                     | 0.724                                       |
| رمز المكالمات الدولي                                      | +47                                                       | +218                                        |
| رمز الإنترنت                                              | .no                                                       | .ly                                         |
| المنطقة الزمنية                                           | ت ع م+01:00، ت ع م+02:00، توقيت وسط أوروبا، أوروبا/أوسلو ‏ | ت ع م+02:00، توقيت شرق أوروبا               |

## منظمات دولية مشتركة
يشترك البلدان في عضوية مجموعة من المنظمات الدولية، منها:
| علم المنظمة | اسم المنظمة                        | تاريخ انضمام النرويج | تاريخ انضمام ليبيا |
| ----------- | ---------------------------------- | -------------------- | ------------------ |
|             | مؤسسة التنمية الدولية              | 24 سبتمبر 1960       | 1 أغسطس 1961       |
|             | يونسكو                             | 4 نوفمبر 1946        | 27 يونيو 1953      |
|             | وكالة ضمان الاستثمار متعدد الأطراف | 9 أغسطس 1989         | 5 أبريل 1993       |
|             | الأمم المتحدة                      | 27 نوفمبر 1945       | 14 ديسمبر 1955     |
|             | الاتحاد البريدي العالمي            | ?                    | ?                  |
|             | البنك الدولي للإنشاء والتعمير      | 27 ديسمبر 1945       | 17 سبتمبر 1958     |
|             | الاتحاد الدولي للاتصالات           | 1866                 | 3 فبراير 1953      |
|             | منظمة حظر الأسلحة الكيميائية       | ?                    | ?                  |
|             | مؤسسة التمويل الدولية              | 20 يوليو 1956        | 18 سبتمبر 1958     |
|             | منظمة الشرطة الجنائية الدولية      | ?                    | ?                  |
|             | البنك الإفريقي للتنمية             | 1963                 | ?                  |

## وصلات خارجية
- موقع وزارة الخارجية النرويجية
- موقع وزارة الخارجية الليبية